# Characters
Characters är ett musikalbum av Stevie Wonder som lanserades 1987 på skivbolaget Motown. Albumet blev inte någon jätteframgång och nådde blygsamma listplaceringar jämfört med hans tidigare album, men Wonder fick två hitsinglar med låtarna "Skeletons" och "Get It" där även Michael Jackson medverkar. Albumet nominerades till tre Grammys men vann ingen.

## Låtlista
(låtar utan angiven upphovsman skrivna av Stevie Wonder)
1. "You Will Know" - 5:00
2. "Dark 'n' Lovely" (Gary Byrd, Wonder) - 4:39
3. "In Your Corner" - 4:30
4. "With Each Beat of My Heart" - 5:28
5. "One of a Kind" - 5:10
6. "Skeletons" - 5:24
7. "Get It" (med Michael Jackson) - 4:31
8. "Galaxy Paradise" - 3:52
9. "Cryin' Through the Night" - 5:48
10. "Free" - 4:12

## Listplaceringar
- Billboard 200, USA: #17[1]
- UK Albums Chart, Storbritannien: #33[2]
- Topplistan, Sverige: #16[3]